# لانس جیتر
لانس جیتر (انگلیسی: Lance Jeter؛ زادهٔ ۱۸ ژوئیهٔ ۱۹۸۸) بازیکن بسکتبال اهل ایالات متحده آمریکا است.